# Acordulecera ricata
Acordulecera ricata – gatunek błonkówki z rodziny Pergidae.

## Taksonomia
Gatunek ten został opisany w 1906 roku przez Friedricha Konowa pod nazwą Acorduleceros ricatus. Jako miejsce typowe podano Prowincję Pachitea w Regionie Huánuco w Peru. Syntypem była samica. 

## Zasięg występowania
Ameryka Południowa, znany jedynie z Peru.